# Mineralölverbundleitung Schwedt

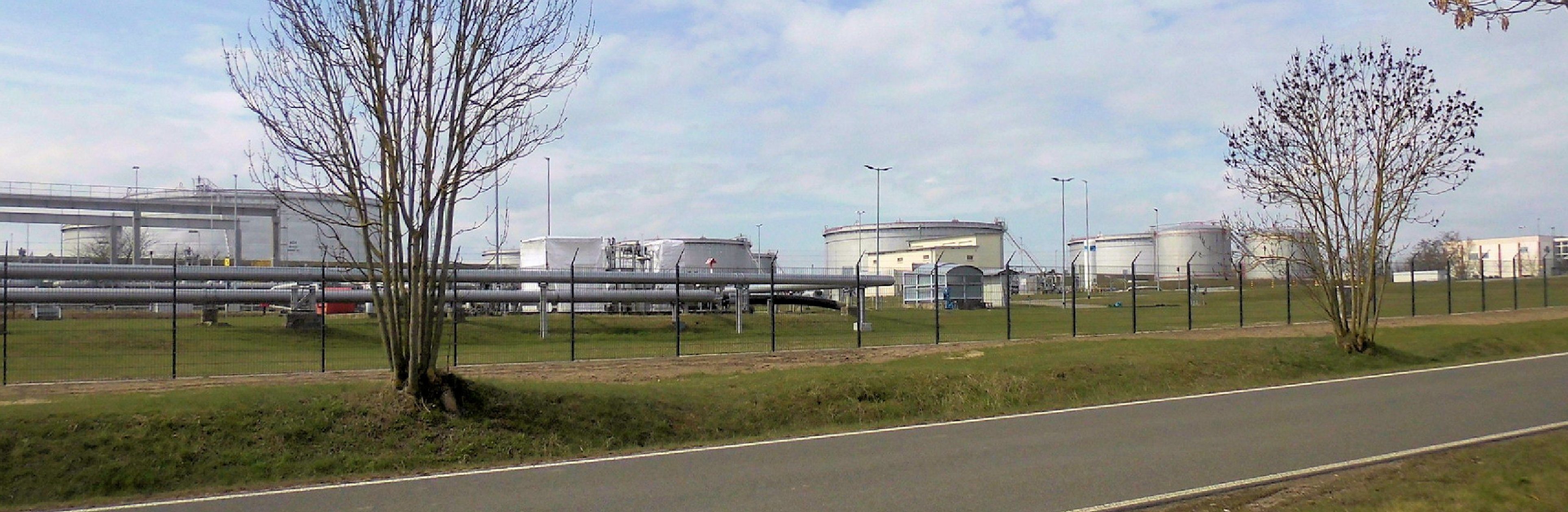
Blick von Osten auf das Tanklager

Die Mineralölverbundleitung GmbH Schwedt betreibt das Endstück der Ural-Erdölleitung Druschba (Erdölleitung Freundschaft) von der polnischen Grenze zur PCK Raffinerie Schwedt und von dort weiter zum Hafen Rostock und zur TOTAL Raffinerie Mitteldeutschland. Das Gesellschafterunternehmen der chemischen Industrie hat seinen Hauptsitz im brandenburgischen Schwedt an der Oder, ihr Geschäftszweck liegt im Transport, dem Umschlag und der Lagerung von Erdöl über Pipelines. Gesellschafter des Unternehmens MVL sind TOTAL Raffinerie Mitteldeutschland GmbH (TRM) mit einem Anteil von 55 % und die PCK Raffinerie GmbH Schwedt mit 45 %.

## Unternehmen
Das Unternehmen geht auf die 1965 gegründete Aufbauleitung Mineralölverbundleitung Heinersdorf zurück, die mit dem Aufbau und Betrieb der Mineralöl-Versorgungsinfrastruktur des Erdölverarbeitungswerks (EVW) Schwedt und der Leunawerke betraut wurde. Hieraus entstand im Juli 1966 der VEB Mineralölverbundleitung Schwedt-Heinersdorf. Mit Gründung des VEB Petrolchemisches Kombinat Schwedt wurde der VEB Mineralölverbundleitung zum Kombinatsbetrieb. Heute versorgt das Unternehmen über ein unterirdisches Pipelinesystem von ca. 730 km die Erdölraffinerieanlagen der Total Raffinerie Mitteldeutschland in Leuna und die PCK Raffinerie in Schwedt. Seit 1990 wurden ca. 1,6 Mrd. Euro in die Modernisierungen der Anlagen investiert.
Seit Betriebsbeginn wurden an das Unternehmen ca. 860 Millionen Tonnen russisches Rohöl geliefert. Zu DDR-Zeiten beschäftigte das Unternehmen bis zu 700 Mitarbeiter. Durch jahrelangen Personalabbau wurden diese auf derzeit 65 Mitarbeiter reduziert.
Für die Bevorratung verfügt das Unternehmen, das als eines der wichtigsten in den neuen Bundesländern gilt, über ein Tanklager in Schwedt, Ortsteil Heinersdorf. Jeder fünfte Liter Kraftstoff in Deutschland kommt aus den Raffinerien, die durch das Unternehmen versorgt werden.

## Logistik
Die MVL betreibt die Pipelines Freundschaft 1 und 2 ab der polnischen Grenze Höhe Lunow, die Stichleitung Freundschaft 3, sowie die Pipelines Spergau 1 und 2. Sie ist weiterhin Eigentümer dieser Pipelines. Das Erdöl der Freundschaft 1 und 2 kann in einer Schieberstation in der Nähe der MVL je nach Bedarf zwischen der MVL und der PCK Raffinerie aufgeteilt werden. Ab dieser Station führt die Stichleitung Freundschaft 3 und die Freundschaft 2 weiter zur MVL. Die Freundschaft 1 setzt ihren Weg in die PCK Raffinerie fort. Die PCK ist ab dieser Schieberstation Eigentümer, aber nicht Betreiber der Freundschaft 1. Das bei der MVL ankommende Rohöl wird in zehn 30.000-m³-Tanks zwischengelagert. Dort kann es durch Umlagerungen zwischen den Tanks mit anderen Rohölsorten vermischt und letztendlich über die Spergau 1 und/oder 2 weiter zur TRM gepumpt werden.
Durch die zwei getrennten Pipelines nach Spergau bei Leuna ist eine sogenannte Sortenfahrweise möglich. Dadurch können über beide Leitungen unabhängig voneinander verschiedene Sorten Rohöl zur dortigen TOTAL Raffinerie Mitteldeutschland / TRM GmbH transportiert werden. Weiterhin sind Reparaturen möglich, die einen Pipelinestillstand fordern, ohne in Versorgungsengpässe zu gelangen.
Technische Daten der von der MVL betriebenen Pipelines
| Pipeline       | Länge (in km) | Durchmesser (in mm) | Maximaler Druck (in bar) | Volumen (in m³) |
| -------------- | ------------- | ------------------- | ------------------------ | --------------- |
| Freundschaft 1 | 26,7          | 500                 | 25                       | 6510            |
| Freundschaft 2 | 24,5          | 800                 | 25                       | 12355           |
| Freundschaft 3 | 2,2           | 500                 | 25                       | -               |
| Spergau 1      | 336,3         | 500                 | 64                       | 69088           |
| Spergau 2      | 338,0         | 700                 | 64                       | 129346          |

Zwischen der PCK-Raffinerie und der Mineralölverbundleitung Schwedt verläuft eine weitere Umlaufleitung mit einer Länge von 6,0 km und einem Durchmesser von 400 mm. Die PCK ist Inhaber und Betreiber dieser Pipeline. Sie dient für Erdöltransporte zwischen der PCK-Raffinerie und dem Ölhafen und Tanklager in Rostock. Grund dafür ist, dass die Erdölleitung Rostock–Schwedt historisch bedingt auf dem Gelände der MVL endet. Für diese Transporte muss die PCK Raffinerie GmbH teilweise Tanks der MVL verwenden. Außerdem können über diese Umlaufleitung Umlagerungen vom Tanklager der MVL zum Tanklager der PCK erfolgen.